# 傅振嵩
傅振嵩（1881年—1953年5月1日），字乾坤，號劍南 是傅式八卦掌的創始人。 師承八卦掌祖師董海川的高足弟子賈岐山和陳氏太極拳第八代弟子陳延禧。

## 生平
1920年，振嵩弃农从军，在张作霖部下当兵。此间，他在一次大型武术表演中，先后表演了虎拳、连环掌、八卦旋风刀和八卦四面大枪，整个表演矫健威武，如龙如虎，深得旅长李景林的赏识，遂让其担任了武术连连长。
1926年，张作霖把武术连调往北平大帅府担任卫队，并让振嵩任卫队长。翌年，振嵩请长假离开军队，与北京的孙禄堂、杨澄甫、李书文、霍殿阁等武术家共同切磋技艺，精研中华武术。
1928年，南京中央国术馆成立，振嵩被聘为八卦掌总教师。翌年，中国国术馆在南京举办全国国术考试，预赛时，有一选手以勇猛异常的冲锋拳一口气连胜20多名选手。这时振嵩上台应战，先以八卦掌攻守法对付对方，不分胜负。后以“老僧披衣”之式将对方摔倒在地。从此，傅振嵩在武术界威名大振，当时《大公报》编印的《国术名人录》中，将傅誉为“虎将”。
1929年，两广国术馆在广州成立，振嵩应邀赴广州任教。联袂南下的还有北方拳师万籁声、顾汝章、耿德海、王少周，这就是武林掌故中所说的“五虎下江南”
1930年，振嵩及其长子傅永辉随张子江率领的武术团赴香港表演了精湛的武艺。
傅振嵩注重博采众家之长，陆续创立了傅式初级、中级、高级太极拳，太极闪电拳和八卦推手等套路，逐步形成了傅家拳刚柔相济、舒展稳固、灵活轻巧的独特风格。傅式太极拳不仅在国内独树一帜，享有盛誉，而且在美国、加拿大、巴西和东南亚各国也广为流行。麦宝婵主持的波士顿中国武术研究所，黄理主持的澳洲中国武术学校，香港郭运平开办的武术馆，都坚持授傅家拳术。振嵩著有《傅式太极拳》、《斯文体育》等著作。
振嵩毕生为发扬中华武术而辛勤耕耘，桃李满天下，广州有名的老拳师梁日初、马日清、王洪、翟荣基和肇庆市武协主席林朝珍以及香港八卦掌名师孙宝刚等都是傅振嵩的门徒。
中华人民共和国建立后，傅振嵩得到党和人民的关怀和尊重，在1950年广州举行的第一届体育运动会上，傅振嵩被选为表演委员，他和叶剑英、方方、朱光等广东省和广州市的领导同志一起观看比赛。
1953年4月26日晚上，振嵩应邀到广州岭南文物宫（现广州文化公园）进行表演。他虽年逾古稀，但仍神采奕奕，不减当年。表演中，他时而蟠龙绞柱，时而青龙伏地，急速的旋转、翻腾，观众正看得如醉如痴时，他突然而止，静如嵩岳。表演结束，观众报以雷鸣般的掌声。在观众的再三要求下，84岁高龄的振嵩不顾年迈又从头表演了一遍，由于表演过度疲劳，当晚回家便眩晕不适，随送医院，诊断为脑溢血，于5月1日与世长辞。海内外武林人士无不为之痛惜。

## 資料來源
- 《武當秘拳—武當傅家拳》，楊曼雲主編，超媒體有限公司出版，2006年8月出版，ISBN 988-99173-0-0